# Iso Rajaslampi
Iso Rajaslampi är en sjö i kommunen Viitasaari i landskapet Mellersta Finland i Finland. Den är 4 meter djup. Arean är 24 hektar och strandlinjen är 3,82 kilometer lång.  Den  ingår i Kymmene älvs huvudavrinningsområde.  Sjön ligger omkring 91 kilometer norr om Jyväskylä och omkring 320 kilometer norr om Helsingfors. 